# Euricania aperiens
Euricania aperiens är en insektsart som först beskrevs av Walker 1858.  Euricania aperiens ingår i släktet Euricania och familjen Ricaniidae. Inga underarter finns listade i Catalogue of Life.